# Силенд
Силенд, званично Кнежевина Силенд (енгл. Principality of Sealand), је микронација која полаже право на вештачко острво Раф Тауер, војну платформу из Другог светског рата у Северном мору, 10 km од обале Уједињеног Краљевства (на координатама 51°53′ 40 N°1′ 28), као и на територијалне воде около у пречнику од 12 наутичких миља. Силенд је заузео Педи Рој Бејтс с породицом и сарадницима, који је себе прогласио за Њ. К. В. принца Роја од Силенда. Број становника ретко прелази пет, на платформи површине 550 m².
Силенд је вероватно светски најпознатија микронација. Иако се њен суверенитет ретко схвата озбиљно, пример Силенда се неретко цитира у дебатама о међународном праву.

## Историјат
Године 1942, током Другог светског рата, Британци су, да би се одбранили од немачких авиона, саградили војну платформу 10 km од обале, изван британских територијалних вода. Платформа названа „Раф Тауерс” била је привремени дом за 150 - 300 морнара, да би након рата била напуштена.
Дана 2. септембра 1967, Британац Педи Рој Бејтс полаже, на основу сопствене интерпретације међународног права, право на платформу. Мајкл Бејтс, Педијев син, приведен је 1968. због отварања ватре на британски војни брод. Међутим, Бејтсови су успели да добију правну битку, јер је суд узео у обзир да се инцидент догодио изван британских територијалних вода.
Током 1978. „премијер” Силенда, проф. Александер Ахенбах је током одсуства „председника” покушао да уз помоћ неколико холандских грађана заузме платформу, при чему је Мајкл Бејтс накратко држан као талац, пре него је пуштен на слободу у Холандији. Бејтс је окупио војску и у хеликоптерском десанту поновно заузео платформу, при чему су узурпатори постали ратни заробљеници.
Након завршетка „рата”, Холанђани су ослобођени, а премијер Ахенбах (Немац), који је имао пасош Силенда, оптужен је за издају и затворен. Током заточеништва Холанђана и Ахенбаха, владе Холандије и Немачке су ургирале код владе Уједињеног Краљевства да уреди ослобађање њихових грађана, али је Уједињено Краљевство одбацило могућност уплитања, позивајући се на одлуку суда из 1968. године.
Немачка је послала у Силенд дипломату који је након неколико седмица успео да испослује пуштање Ахенбаха, а Рој Бејтс је овај потез Немачке касније тумачио као de facto признање Силенда од стране Немачке.
Поред територије саме платформе, Силенд полаже право и на морски појас од 12 наутичких миља од платформе, а 1990. године са Силенда је отварана ватра на британски војни брод Golden Eye.

## Занимљивости
- Рој Бејтс је пре доласка на платформу био мајор британске војске.

- Силенд има заставу, грб, пасош и издаје поштанске марке. Званични језик је енглески, а монета је силендски долар који има фиксни однос према америчком долару 1:1. Извесна количина металних кованица је пуштена у оптицај.

- Од самог оснивања Силенд је држава у којој не постоји царина нити било каква ограничења везана за коцку.

- С обзиром на то да је Кнежевина Силенд проглашена за наследну уставну монархију, породица Бејтс се званично оглашава као „Њихово краљевско височанство принц Рој и принцеза Џоан од Силенда”, а њихов син као „Његово краљевско височанство принц Мајкл”, односно од 1999. године као „принц регент”.

- Од 2001. Силенд је проглашен зоном над којом нису дозвољени летови нити ваздушни саобраћај без изричите дозволе силендских власти.

- Пожар који је 23. јуна 2006. захватио платформу нанео је велике штете, али је већ у новембру стање платформе враћено у пређашње. Финансирање се обављало добрим делом из донација које су се сакупљале посредством Интернета.

- Почетком 2007. се појавио оглас шпанске фирме која се бави некретнинама, а која је објавила прикупљање понуда за Силенд уз објашњење да Кнежевина не може бити продата већ само може бити обављен „трансфер”. Наводно, цифре за овакву врсту преноса власништва крећу се и до 750 милиона евра.